# Visjteritsa
Visjteritsa (bulgariska: Вищерица) är ett vattendrag i Bulgarien.   Det ligger i regionen Blagoevgrad, i den sydvästra delen av landet, 120 km söder om huvudstaden Sofia.
I omgivningarna runt Visjteritsa växer i huvudsak blandskog. Runt Visjteritsa är det ganska glesbefolkat, med 38 invånare per kvadratkilometer.